# حشره‌خوار دندان‌قهوه‌ای دم‌دراز
 حشره‌خوار دندان‌قهوه‌ای دم‌دراز (نام علمی: Episoriculus leucops) نام یک گونه از سرده حشره‌خوار دندان‌قهوه‌ای است.